# Ваулин, Алексей Николаевич
Алексе́й Никола́евич Вау́лин (родился 15 января 1974, Москва, СССР) — российский живописец и график. Член Московского Союза художников.

## Биография

### Учёба
Родился в Москве. Рисовать начал в дошкольном возрасте. Занимался в детской художественной студии, позже поступил в Тимирязевскую детскую художественную школу.
 В 1994 году окончил Московское Академическое художественное училище памяти 1905 года. В 2000 году окончил Российскую государственную специализированную академию искусств, отделение станковой живописи. Учился у педагогов Олега Лошакова, Александра Ишина и Ивана Полиенко. После института два года был вольным слушателем в Московском государственном университете на искусствоведческом отделении. Параллельно преподавал живопись в художественной школе.

### Творчество
Первая персональная выставка состоялась в 2000 году в московском Центральном доме художника. Далее последовала серия персональных выставок в Московском отделении Союза художников, в галерее «Кино», в ЗАО «Ситибанк», «Veresov gallery», «ArtMaison» и других галереях Москвы.
В 2003 году принимал участие в двух выставках в Третьяковской галерее — «Московская абстракция. Вторая половина XX века» и «Абстракция в моде», после чего работа Алексея Ваулина «Черный алмаз» (2000) попала в фонды ГТГ. В 2009 году в галерее «Кино» в Москве состоялась персональная выставка «Декада: 10 лет за 10 дней». В 2013 году в «Veresov Gallery» состоялась совместная выставка Алексея Ваулина с японской художницей Наоми Маки, «Незримый мир: взгляд из Москвы и Токио».

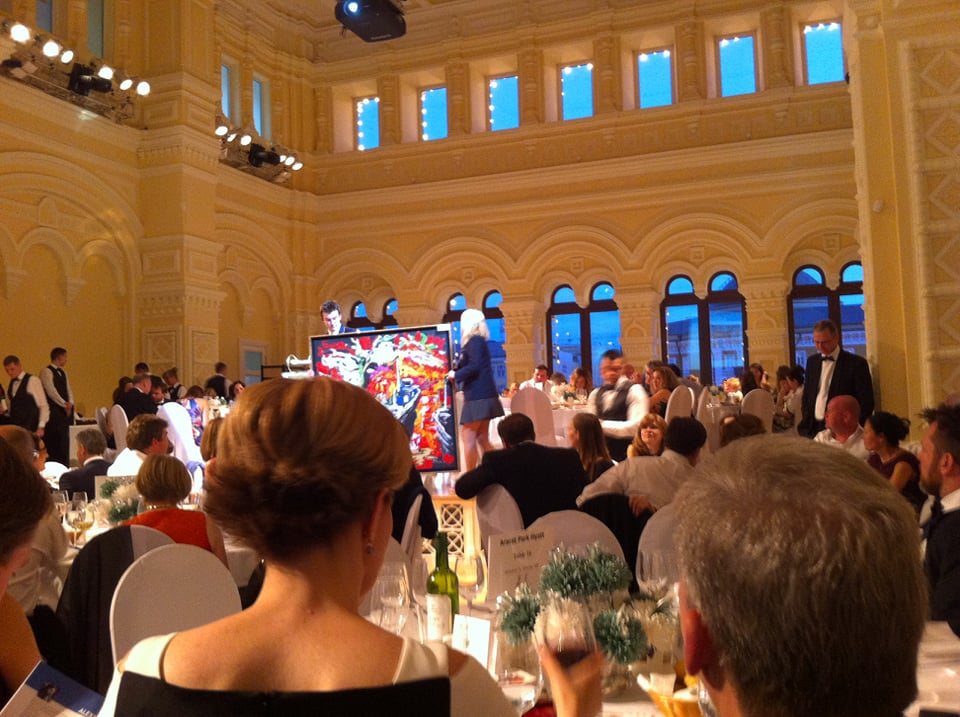
Работа Алексея Ваулина «Синяя лодка, освещённая солнцем» на «Благотворительном аукционе Кристис „Dream 15“. Москва»

В 2014 году состоялась совместная выставки с китайским художником Лянь Хуа «Подношение дракону». В 2015 году работа Алексея Ваулина «Синяя лодка, освещённая солнцем» была выставлена на благотворительном аукционе «Dreams 2015», устроенном аукционным домом Кристис (Christie’s). В 2016 году состоялась персональная выставка в Музее современного искусства Панамы MAC Panamá, Панама Сити (Центральная Америка). В 2023 году в Мраморном дворце Государственного Русского музея состоялась персональная выставка «Живая материя».
В 2000 году стал членом Московского союза художников.
Лауреат Всемирной Общественной Премии «Миротворец в области искусства».
Произведения Алексея Ваулина находятся в собрании Московского музея современного искусства, в Государственной Третьяковской галерее, в Горбачёв-Фонде (Москва), в Музее современного изобразительного искусства на Дмитровской, в музее Садовое кольцо, в Музее современного искусства Панамы (MoMa), в коллекции Фонда Лючано Бенеттона (Италия), в собрании Константина Елютина, а также в других частных коллекциях в России, Нидерландах, Испании и США.

## Избранные работы

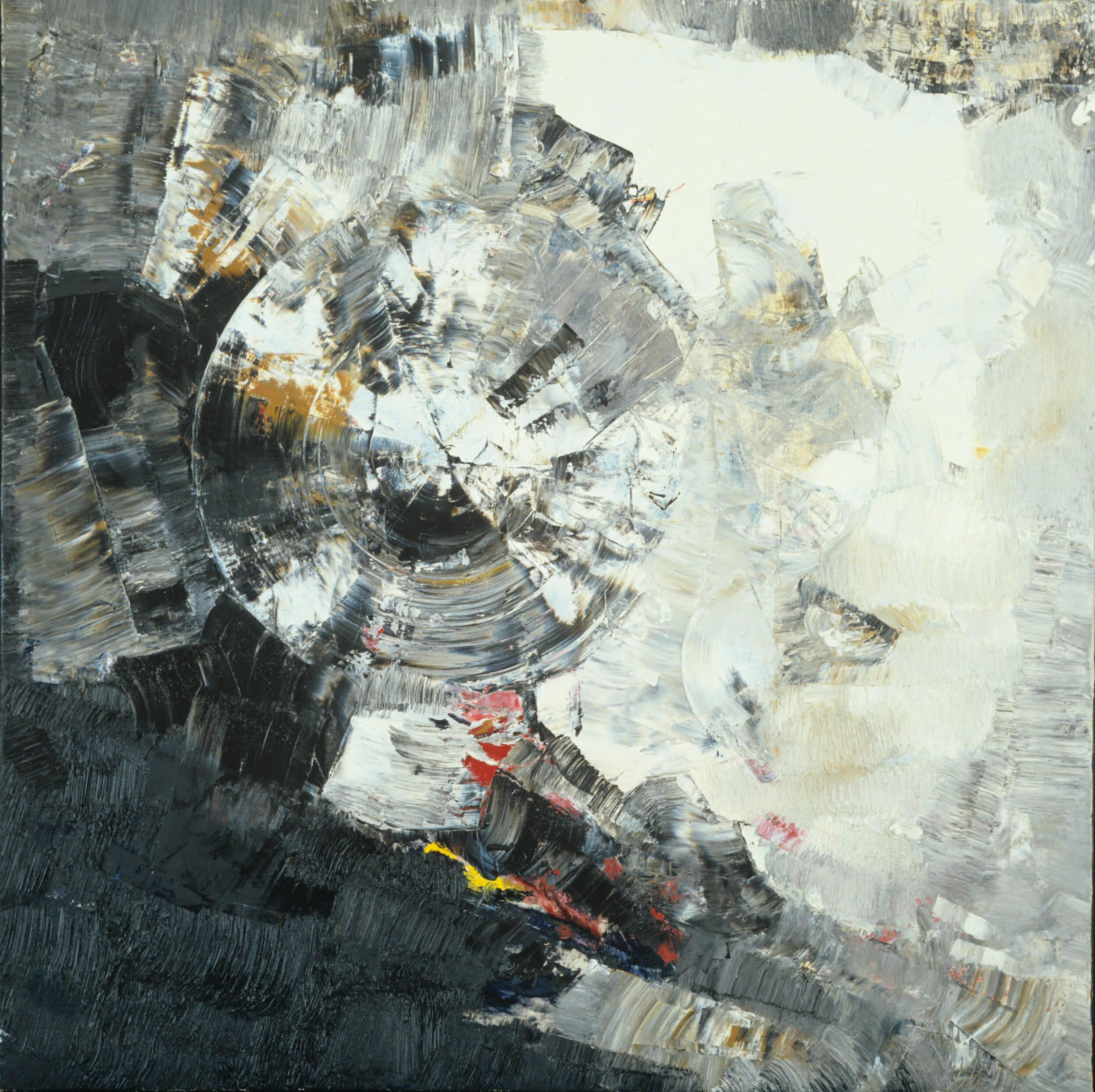
«Колесо судьбы», 2000 – 2002 год. Холст / масло, 130 х 130 см.
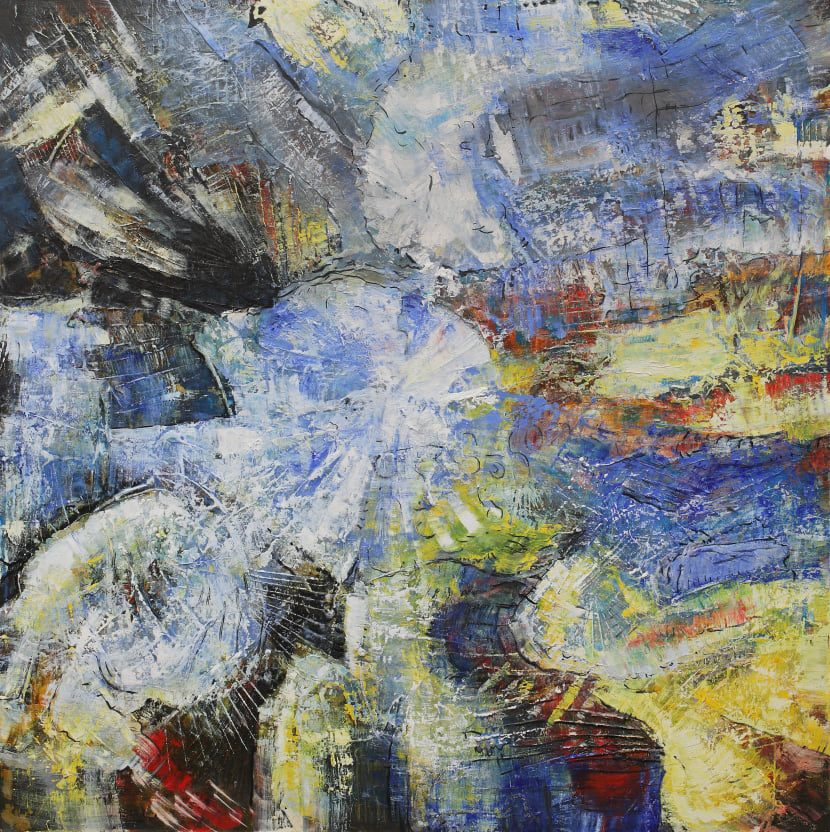
«Зимний день», 2014 год. Холст / масло, 120 х 130 см.
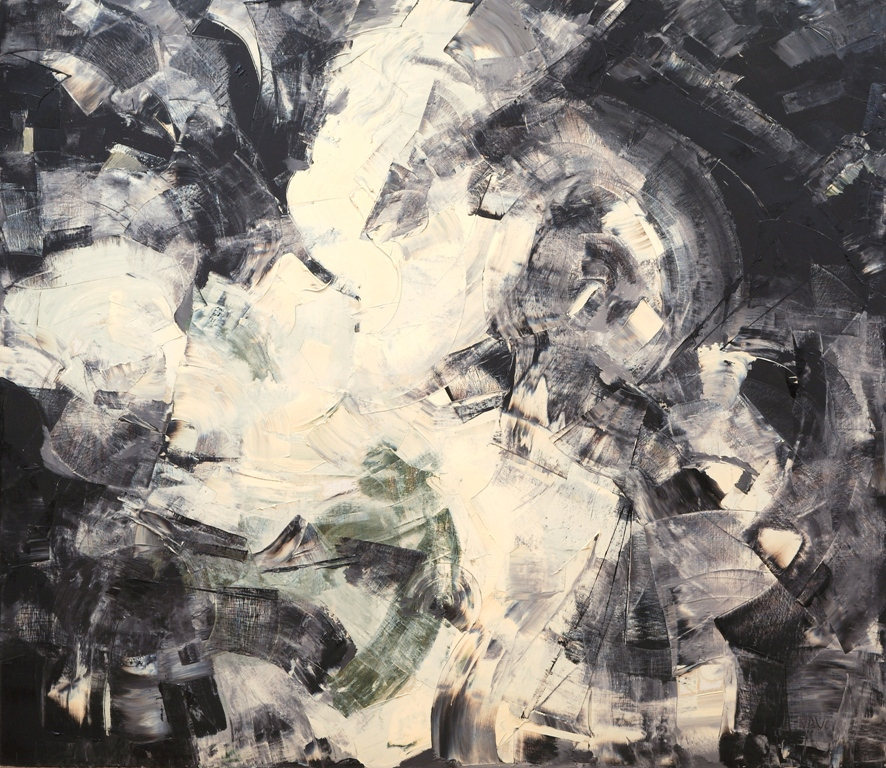
«Северный маг», 2002 год. Холст / масло, 170 х 200 см.
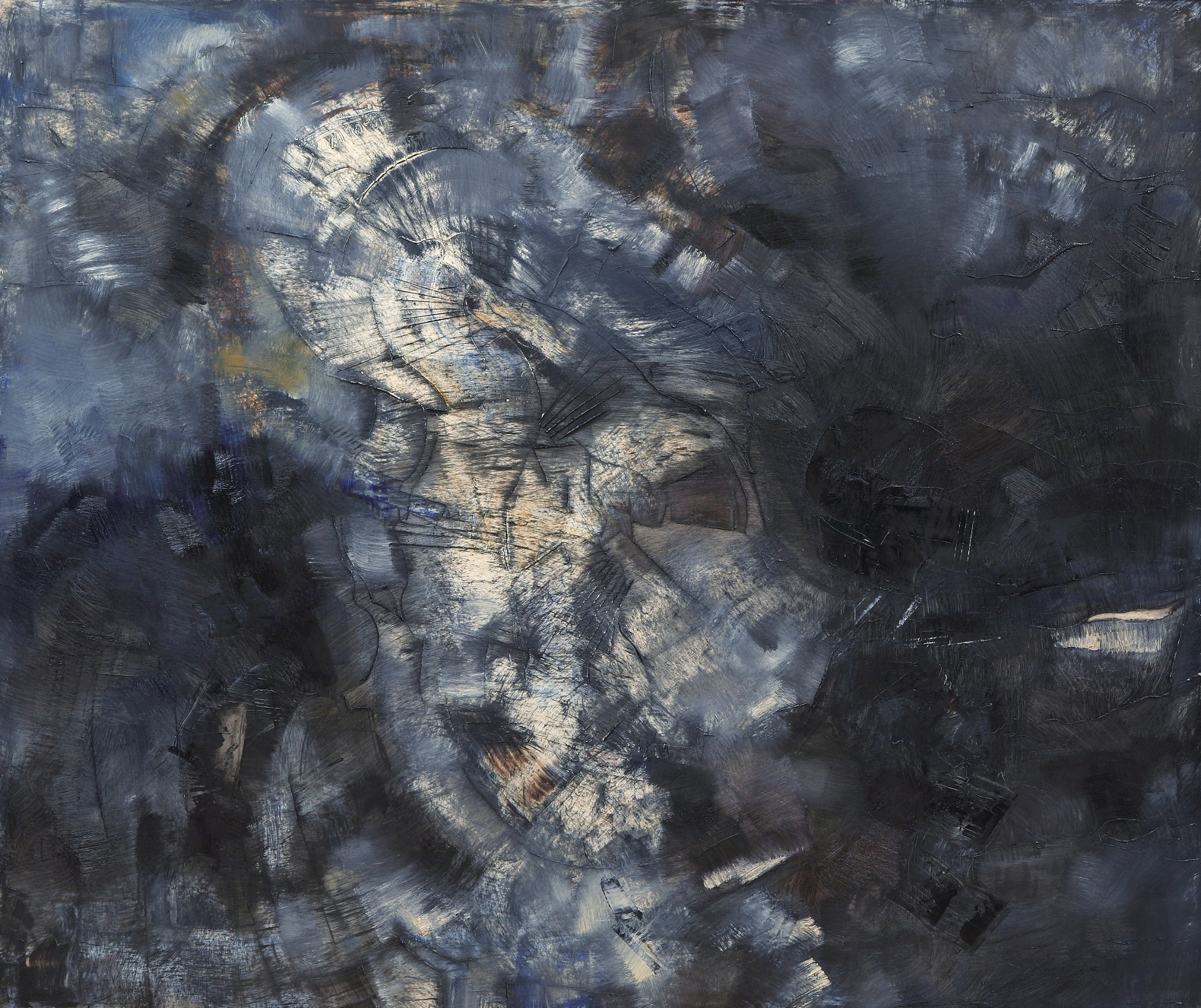
«Космическая призма», 2003 год. Холст / масло,190 х 160 см.
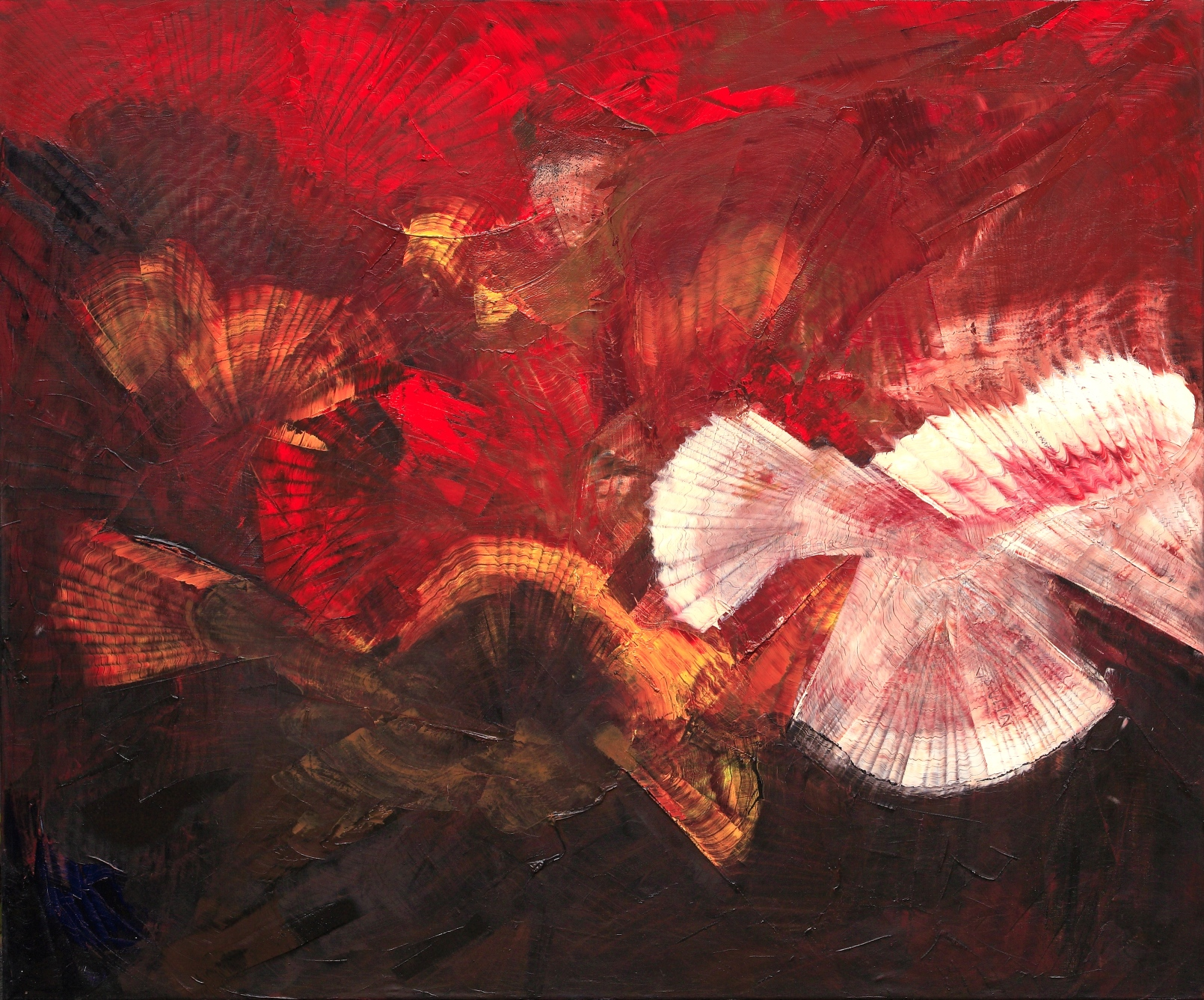
«Чайка по имени Джонатан Ливингстон»,  2006 год. Холст / масло, 80 х 100 см.
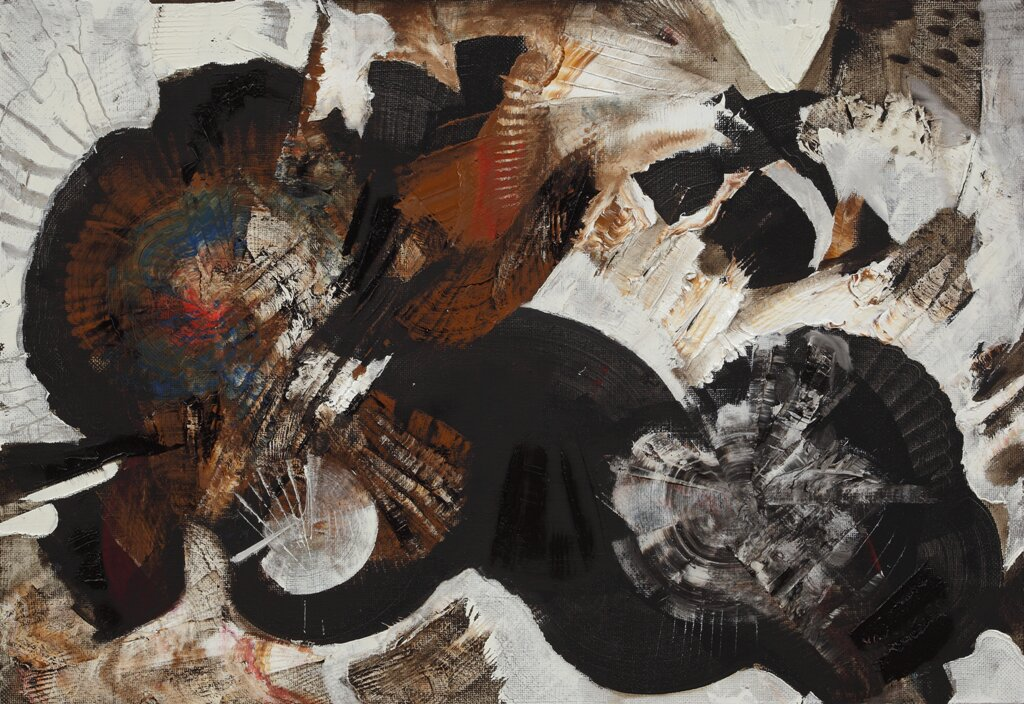
«Композиция номер 308», 2011 год. Холст / масло, 100 х 70 см.
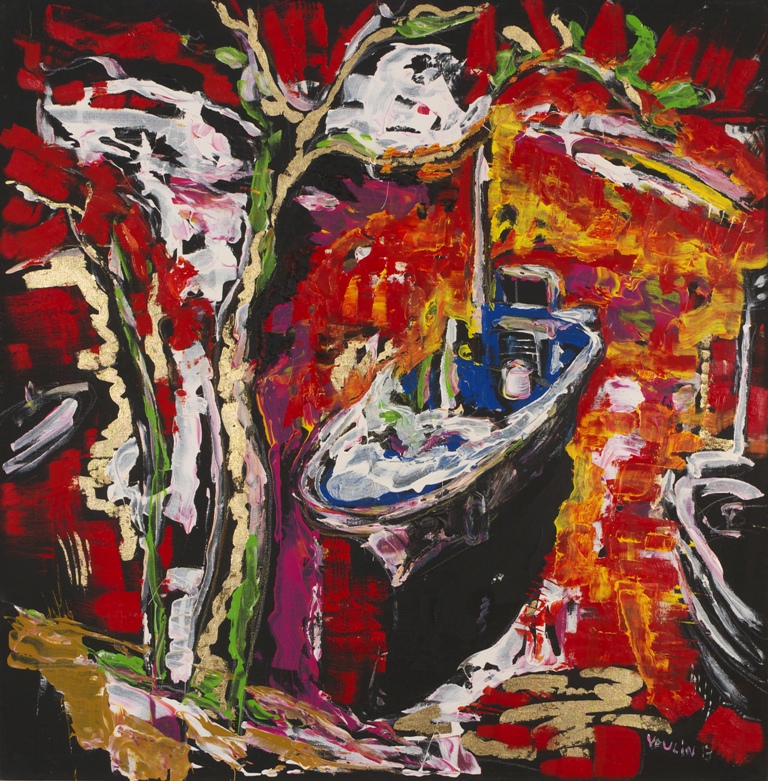
«Синяя лодка освещённая солнцем», 2013 год. Холст / масло, 130 х 130 см.
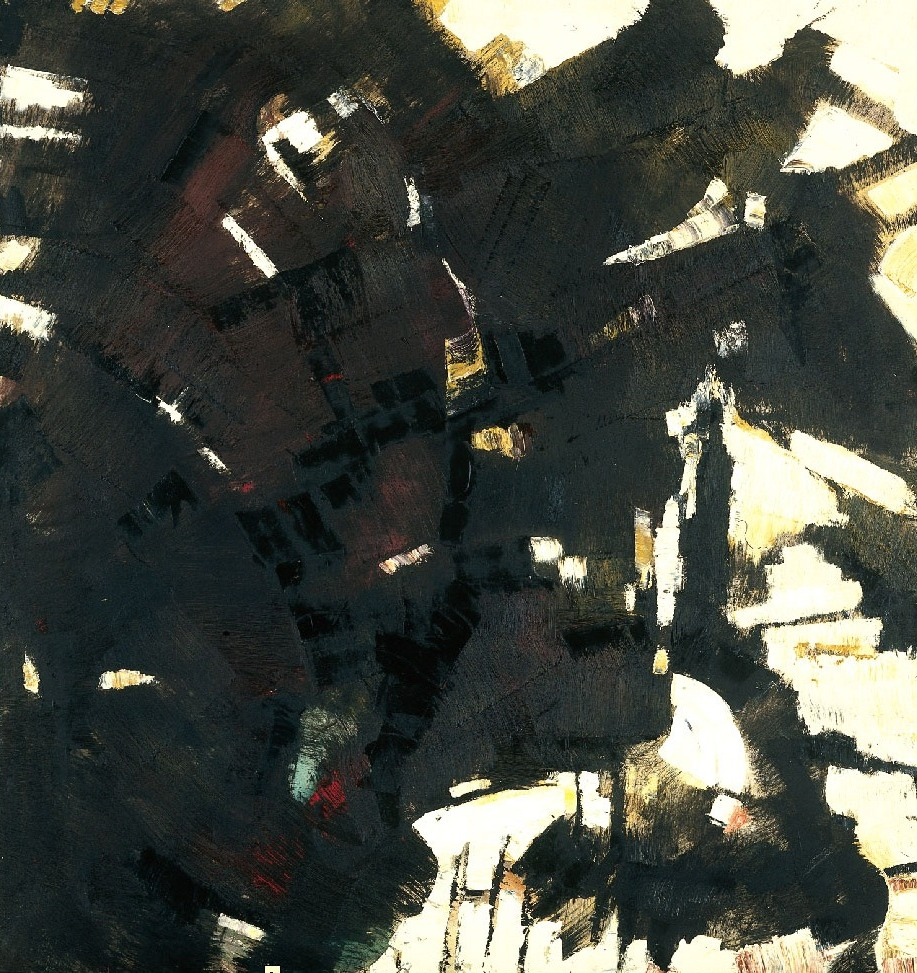
«Чёрный алмаз», 2000 год. Холст / масло, 180 х 170 см. Собрание Третьяковской галереи.
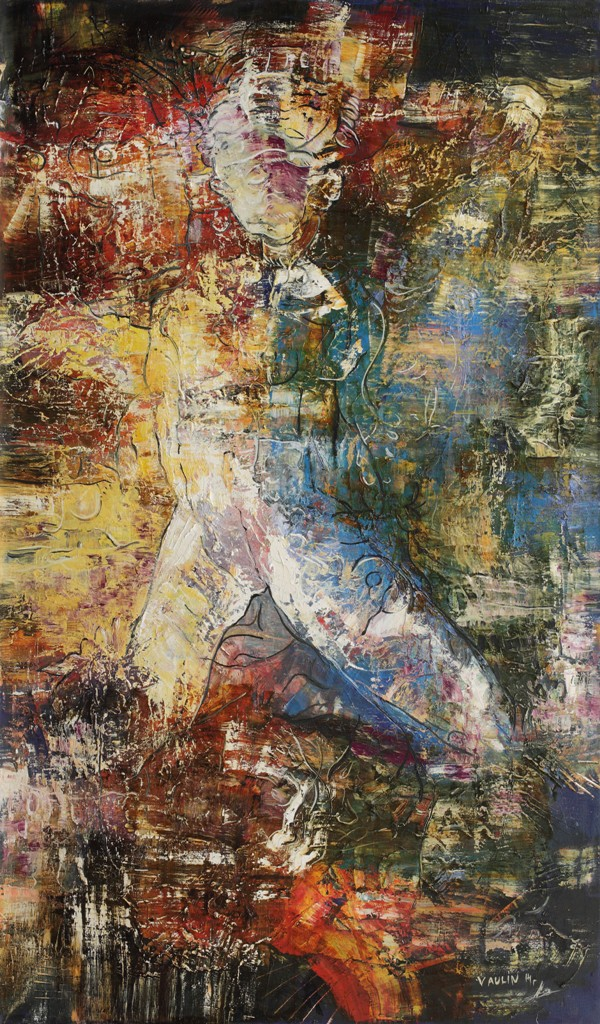
"Молитва", 2014 год. Холст / масло, 245 х 145 см.